# Merindad de Tudela
La Merindad de Tudela és la merindad més meridional de Navarra. La capital és Tudela i aplega 15 municipis, endemés d'altres entitats locals menors. Té una superfície total de 1526,7 km² i una població el 2012 de 97.457 habitants (INE).
| Ablitas               | ajuntament | vila                   | 2.459  |
| Arguedas              | ajuntament | vila                   | 2.353  |
| Bardenas              | despoblat  | faceria                | 0      |
| Barillas              | ajuntament | vila                   | 193    |
| Buñuel                | ajuntament | vila                   | 2.374  |
| Cabanillas            | ajuntament | vila                   | 1.495  |
| Cadreita              | ajuntament | vila                   | 2.052  |
| Carcastillo           | ajuntament | vila                   | 2.506  |
| Cascante              | ajuntament | ciutat                 | 3.940  |
| Castejón              | ajuntament | indret                 | 3.964  |
| Cintruénigo           | ajuntament | vila                   | 6.837  |
| Corella               | ajuntament | ciutat                 | 7.786  |
| Cortes                | ajuntament | vila                   | 3.350  |
| Figarol               | concejo    | vila                   | ?      |
| Fitero                | ajuntament | vila                   | 2.224  |
| Fontellas             | ajuntament | vila                   | 861    |
| Fustiñana             | ajuntament | vila                   | 2.560  |
| La Oliva              |            | monestir               | ?      |
| Mélida                | ajuntament | vila                   | 785    |
| Monteagudo            | ajuntament | vila                   | 1.159  |
| Murchante             | ajuntament | indret                 | 3.446  |
| Ribaforada            | ajuntament | vila                   | 3.466  |
| Tudela                | ajuntament | ciutat-cap de merindad | 32.760 |
| Tudilén               | despoblat  | ruinas                 | 0      |
| Tulebras              | ajuntament | indret                 | 125    |
| Valtierra             | ajuntament | vila                   | 2.526  |
| Villafranca (Navarra) | ajuntament | vila                   | 2.892  |